# Mysmenopsis tengellacompa
Mysmenopsis tengellacompa är en spindelart som beskrevs av Norman I. Platnick 1993. Mysmenopsis tengellacompa ingår i släktet Mysmenopsis och familjen Mysmenidae.
Artens utbredningsområde är Costa Rica. Inga underarter finns listade i Catalogue of Life.